# El Carbayón

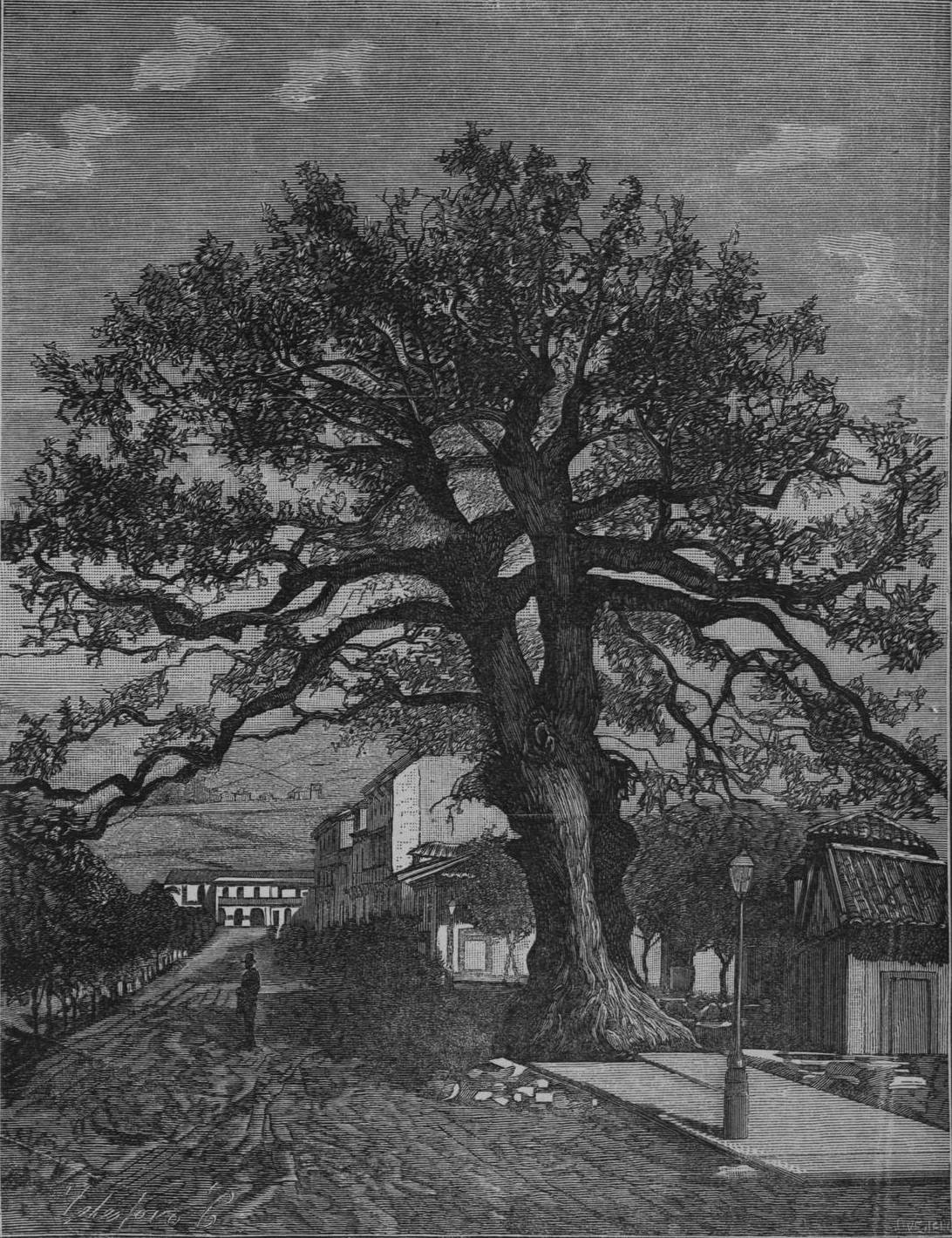
Gravat de l'antic Carbayón talat en 1879.

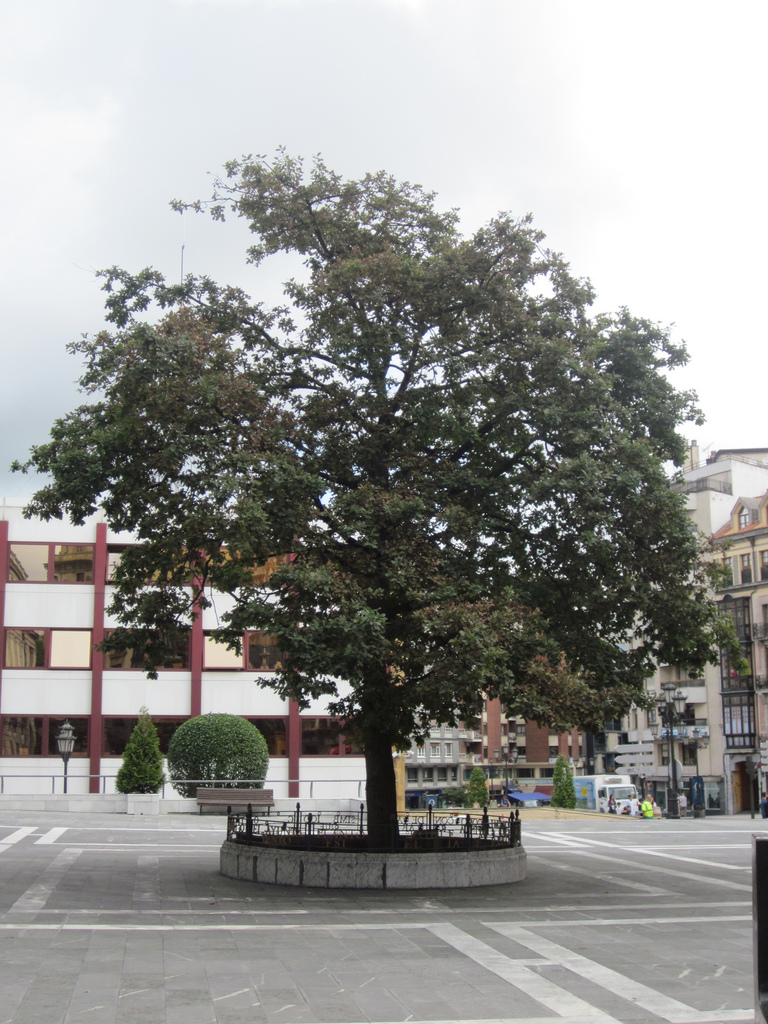
Actual Carbayón plantat en record del primer i situat a un costat del Teatre Campoamor.

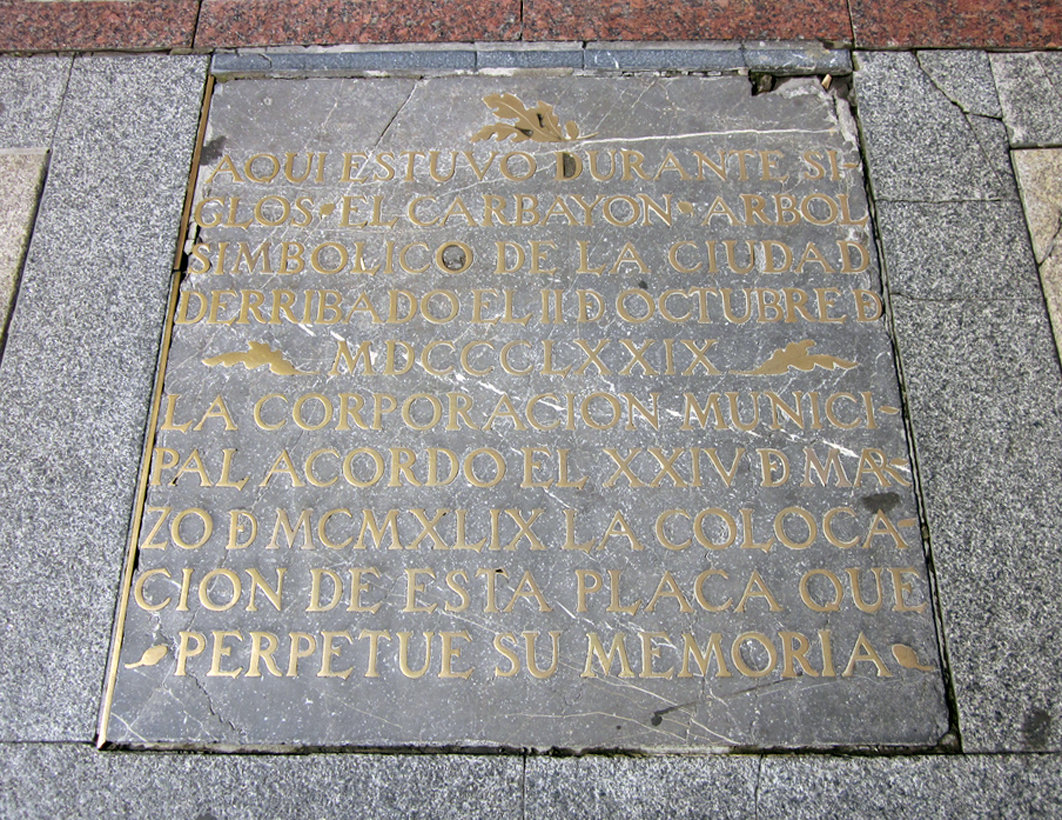
Placa commemorativa en el lloc on va estar situat El Carbayón al Carrer d'Uría.

El Carbayón (augmentatiu de carbayu, que significa roure en asturià) és el nom que rep un roure centenari que estava situat al Carrer d'Uría d'Oviedo, a Astúries. Aquest arbre, a causa del seu port i grandària, tingué enorme importància simbòlica per a la ciutat, i ha donat lloc al gentilici oficiós dels oventenses, anomenats també carbayones per aquest arbre.

## Descripció
Al moment de la seua tala, l'arbre mesurava 9 metres de circumferència a la seva base, tenia dos troncs principals que aconseguien una altura de 30 metres i la seva copa mesurava 38 metres de circumferència.
Una de les raons esgrimides per la seva tala va ser el seu avançat estat de corc interior, cosa que es va comprovar com a certa una vegada talat. Aquest fet va impedir la seva datació exacta encara que se li van suposar uns 500 anys edat.

## Història
Estava situat en l'extrem inferior del Camp de Sant Francesc, lloc d'esbarjo i passeig dels ovetenses al llarg dels anys. En 1874 s'havia construït l'estació de tren a una distància d'1 km del centre de la ciutat i es va projectar un vial per unir-los. Aquest projecte es va traduir als actuals carrers d'Uría, oberta en el mateix any, i de Fruela, oberta en 1880, que vorejaven l'extrem inferior del Camp de Sant Francesc deixant aïllat al Carbayón de la resta del Camp, molestant la circulació pel carrer d'Uría.
El 15 de setembre de 1879 es va reunir l'ajuntament d'Oviedo per discutir què fer amb l'arbre, després de l'informe del jardiner municipal favorable a la tala. Els regidors es dividien en dos grups oposats: els progressistes, favorables a la tala, i els conservadors, contraris a ella.
Després de dues votacions nul·les, en la tercera, la comissió de «passejos i arbrades» va votar a favor de la tala per catorze vots a nou. L'Ajuntament va treure a subhasta l'enderrocament de l'arbre i va ser atorgat pel muntant de 192 pessetes. El 2 d'octubre de 1879 es va fer efectiva la tala.

## Memòria
En aquests dies es va crear el setmanari primer i després diari El Carbayón, el qual en la seva primera edició va rememorar al Carbayón d'aquesta manera:
"Aquí estuvo el Carbayón,
seiscientos años con vida
y cayó sin compasión
bajo el hacha fratricida
de nuestra corporación.
Este pasquín respetad,
si sois buenos ovetenses,
y en su memoria llorad
todos los aquí presentes
por el que honró a la ciudad"
Al març de 1949 es va instal·lar per ordre de l'Ajuntament una placa commemorativa en la vorera del carrer d'Uría, en el mateix lloc en el qual estava situat l'arbre. En la placa es llegeix la següent inscripció:
"Aquí estuvo durante siglos el Carbayón, árbol simbólico de la ciudad, derribado el II de octubre de MDCCCLXXIX. La Corporación municipal acordó el XXIV de marzo de MCMXLIX la colocación de esta placa que perpetúe su memoria."
En 1950 es va plantar un nou roure en els jardins del Teatre Campoamor, conegut popularment com El Carbayín, entorn del qual es va col·locar un reixat amb una inscripció que resa: